# Liste der Biografien/Malv
Liste der Biografien |
Portal Biografien |
Personensuche
# |
A |
B |
C |
D |
E |
F |
G |
H |
I |
J |
K |
L |
M |
N |
O |
P |
Q |
R |
S |
T |
U |
V |
W |
X |
Y |
Z |
?
 
Ma |
Mb |
Mc |
Md |
Me |
Mf |
Mg |
Mh |
Mi |
Mj |
Mk |
Ml |
Mm |
Mn |
Mo |
Mp |
Mq |
Mr |
Ms |
Mt |
Mu |
Mv |
Mw |
Mx |
My |
Mz
 
Maa |
Mab |
Mac |
Mad |
Mae |
Maf |
Mag |
Mah |
Mai |
Maj |
Mak |
Mal |
Mam |
Man |
Mao |
Map |
Maq |
Mar |
Mas |
Mat |
Mau |
Mav |
Maw |
Max |
May |
Maz
 
Mala |
Malb |
Malc |
Mald |
Male |
Malf |
Malg |
Malh |
Mali |
Malj |
Malk |
Mall |
Malm |
Maln |
Malo |
Malp |
Malq |
Malr |
Mals |
Malt |
Malu |
Malv |
Malw |
Maly |
Malz
Die Liste der Biografien führt alle Personen auf, die in der deutschsprachigen Wikipedia einen Artikel haben. Dieses ist eine Teilliste mit 24 Einträgen von Personen, deren Namen mit den Buchstaben „Malv“ beginnt.

## Malv

### Malva
- Malva (* 2002), deutsche Musikerin, Komponistin und Singer-SongwriterinMalva (* 2002)

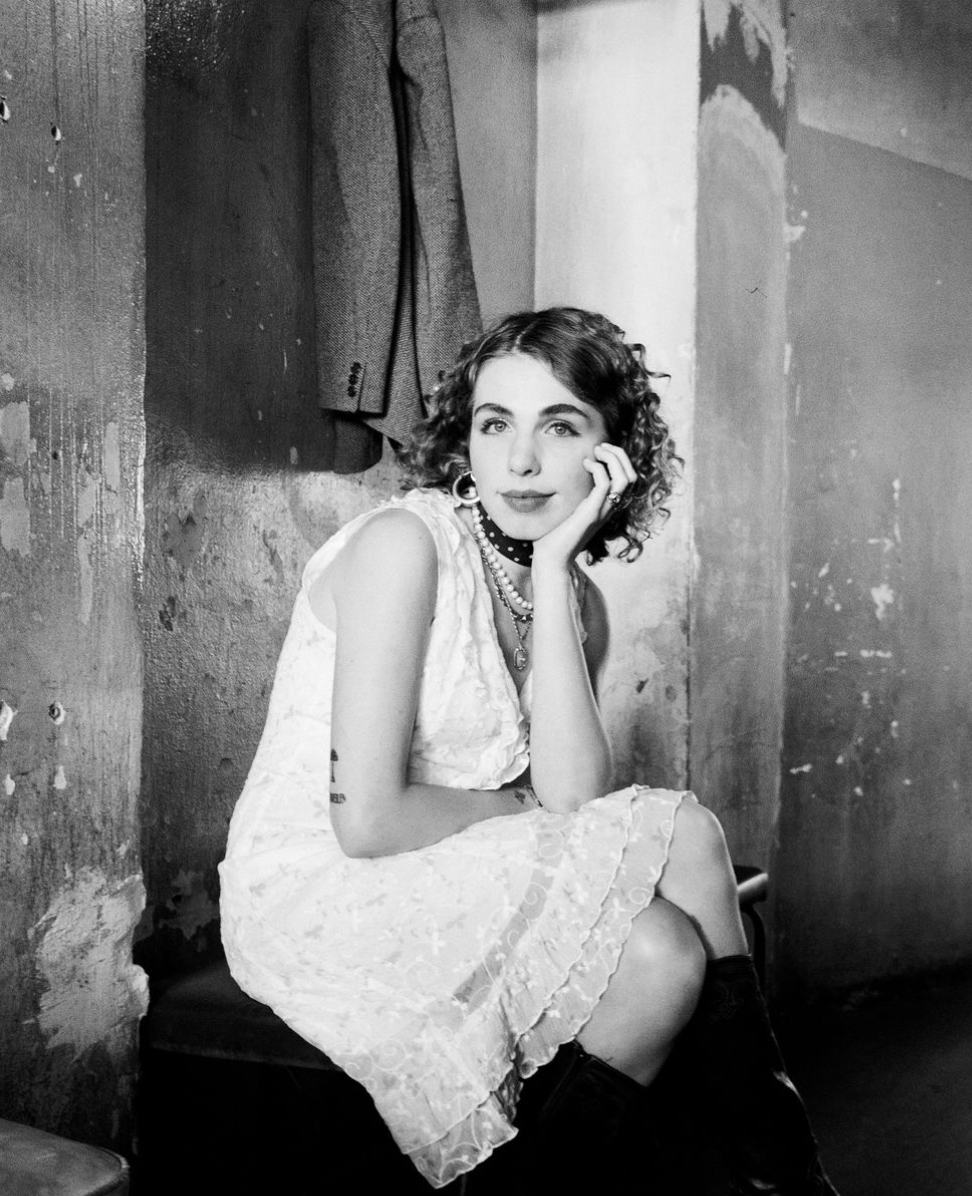
Malva (* 2002)

- Malva, Constant (1903–1969), belgischer Dichter französischer Sprache
- Malval, Robert (* 1943), haitianischer Politiker
- Malvaldi, Marco (* 1974), italienischer Krimischriftsteller
- Malvano, Umberto (1884–1971), italienischer Fußballspieler, -schiedsrichter und -funktionär sowie Ingenieur
- Malvasia, Alessandro (1748–1819), italienischer Geistlicher und Kardinal der Römischen Kirche
- Malvasia, Carlo Cesare (1616–1693), italienischer Gelehrter und Historiker
- Malvasia, Cornelio (1603–1664), italienischer General, Politiker und Astronom
- Malvassi, Antonio (* 1904), argentinischer Radrennfahrer

### Malve
- Malveisin, William († 1238), schottischer Geistlicher und Minister
- Malvestio, Gino (1938–1997), italienischer Ordensgeistlicher, römisch-katholischer Bischof von Parintins
- Malvestiti, Maurizio (* 1953), italienischer Geistlicher, römisch-katholischer Bischof von Lodi
- Malvestiti, Piero (1899–1964), italienischer Politiker, Mitglied der Camera dei deputati
- Malvezzi, Alessandro (* 2003), italienischer Sprinter
- Malvezzi, Cristofano (1547–1599), italienischer Organist und Komponist der Renaissance
- Malvezzi, Virgilio (1595–1654), italienischer Historiker und Essayist, Soldat und Diplomat

### Malvi
- Malvieux, Paul Simon Jacob (1763–1791), deutscher Kupferstecher
- Malvin de Montazet, Antoine de (1713–1788), französischer Erzbischof und Abt
- Malvino, Matías (* 1992), uruguayischer Fußballspieler
- Malvisi, Domenico (1889–1926), italienischer Motorradrennfahrer

### Malvo
- Malvo, Lee Boyd (* 1985), US-amerikanischer Serienmörder

### Malvy
- Malvy, Camille (1912–1999), französischer Fußballspieler
- Malvy, Louis (1875–1949), französischer Politiker und Radikalsozialist
- Malvy, Martin (* 1936), französischer Politiker